# 小野徳三郎
小野 徳三郎（おの とくさぶろう、1882年（明治15年）5月19日 - 1956年（昭和31年）5月1日）は、日本の海軍軍人。青山学院院長。

## 経歴
三重県亀山に生まれる。海軍機関学校の第13期卒業生である。1899年（明治32年）日本基督教会名古屋教会で洗礼を受ける。
1905年（明治37年）に海軍機関学校を卒業し、恩賜の銀時計を拝領する。
1909年（明治41年）に植村正久の一番町教会（現・富士見町教会）に入会する。1911年（明治44年）から1915年（大正4年）まで海軍大学校選科生・機関学生および機関専修学生。佐世保海軍工廠に転任し、佐世保教会設立に関与する。
1918年（大正7年）6月から1921年（大正10年）3月まで駐在武官としてフランスで過ごし、帰国後8年間呉教会の長老として仕える。
1928年（昭和3年）横須賀に転任し、1930年（昭和5年）に富士見町教会員になる。1932年（昭和7年）に海軍工機学校長となり、翌年海軍中将に昇進。1936年（昭和11年）に現役退官し予備役になる。
1943年（昭和18年）、日本基督教団神学校財団の監事となる。同年9月、青山学院のストライキ事件で引責辞任した笹森順造の後任として、青山学院第8代院長に就任する。小野は軍事教練の教官の前で戦争批判をしたが、海軍中将の肩書のために免職を免れたが、1945年（昭和20年）終戦と共に院長を辞任する。戦後は、キリスト教印刷株式会社を設立し、聖書の印刷と普及に尽力する。
1956年（昭和31年）5月1日死去、享年73歳。墓所は多磨霊園。

## 栄典
- 1934年（昭和9年）4月29日 - 旭日重光章・昭和六年乃至九年事変従軍記章[5]